# Kim Tae-sool
Dans ce nom coréen, le nom de famille, Kim, précède le nom personnel.
Kim Tae-Sool (en coréen 김태술), né le 13 août 1984, est un joueur sud-coréen de basket-ball. Il évolue au poste d'arrière. 

## Palmarès
- 3e du Championnat d'Asie 2013
- Vainqueur des Jeux asiatiques de 2014